# شرکت پسا
شرکت پسا (به لهستانی: Pojazdy Szynowe Pesa Bydgoszcz) یک شرکت سازنده ماشین‌های ریلی در کشور لهستان است.
این شرکت که در شهر بیدگوشچ قرار دارد در سال ۱۸۵۱ تأسیس شده و دارای ۳۷۰۰ پرسنل می‌باشد.

## نگارخانه

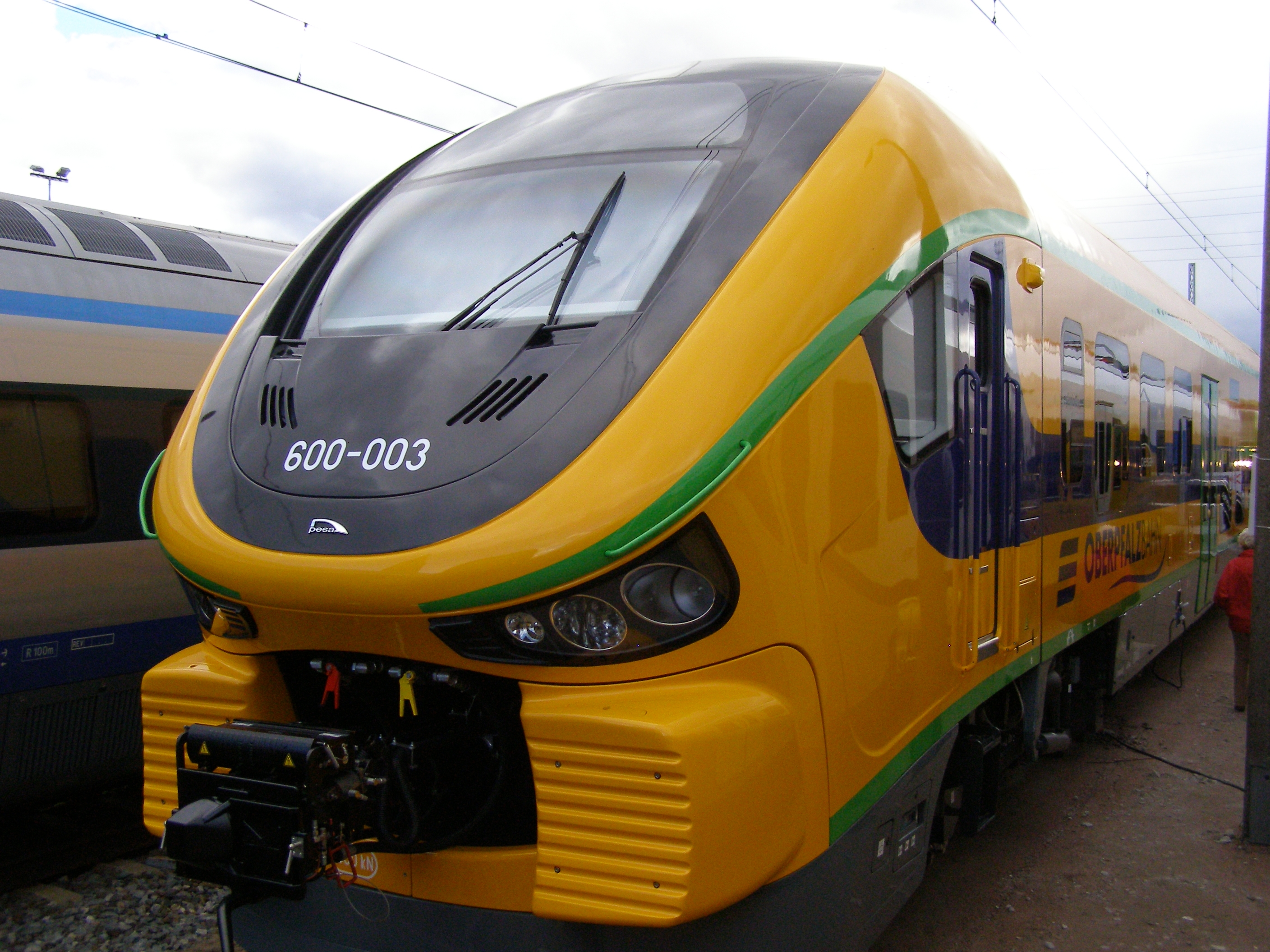
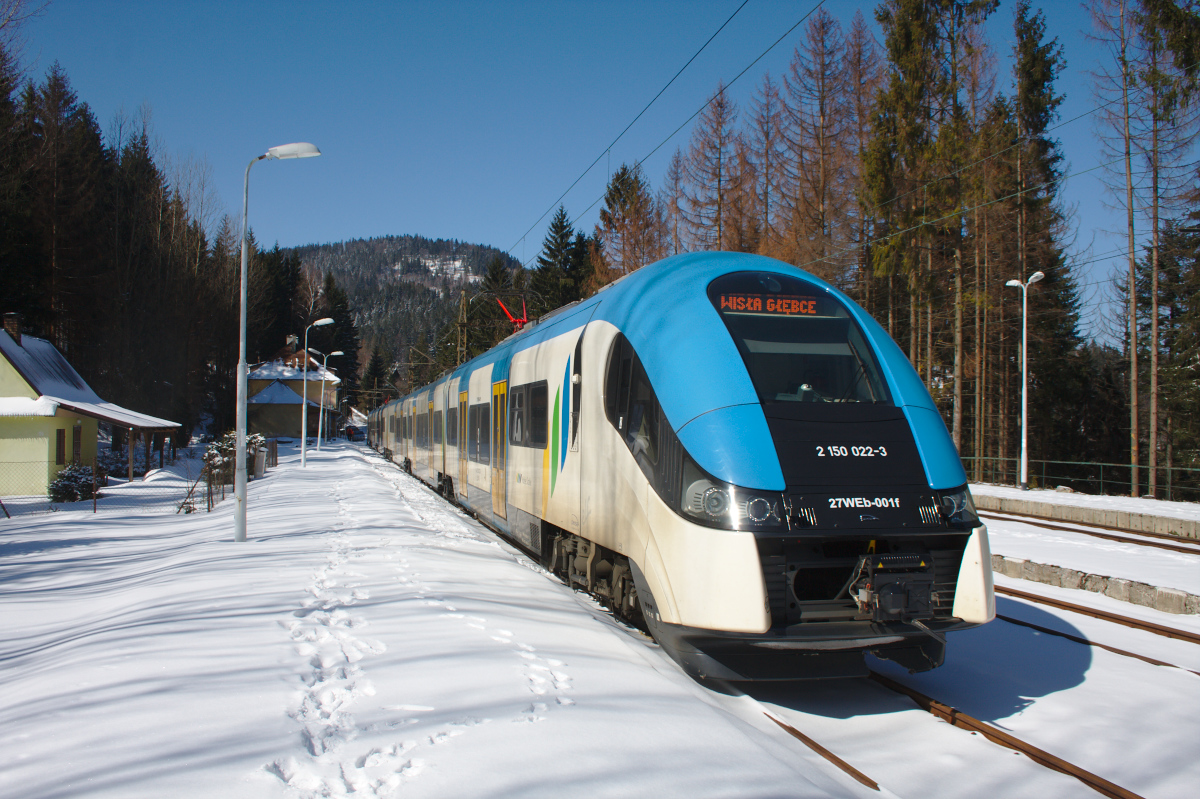
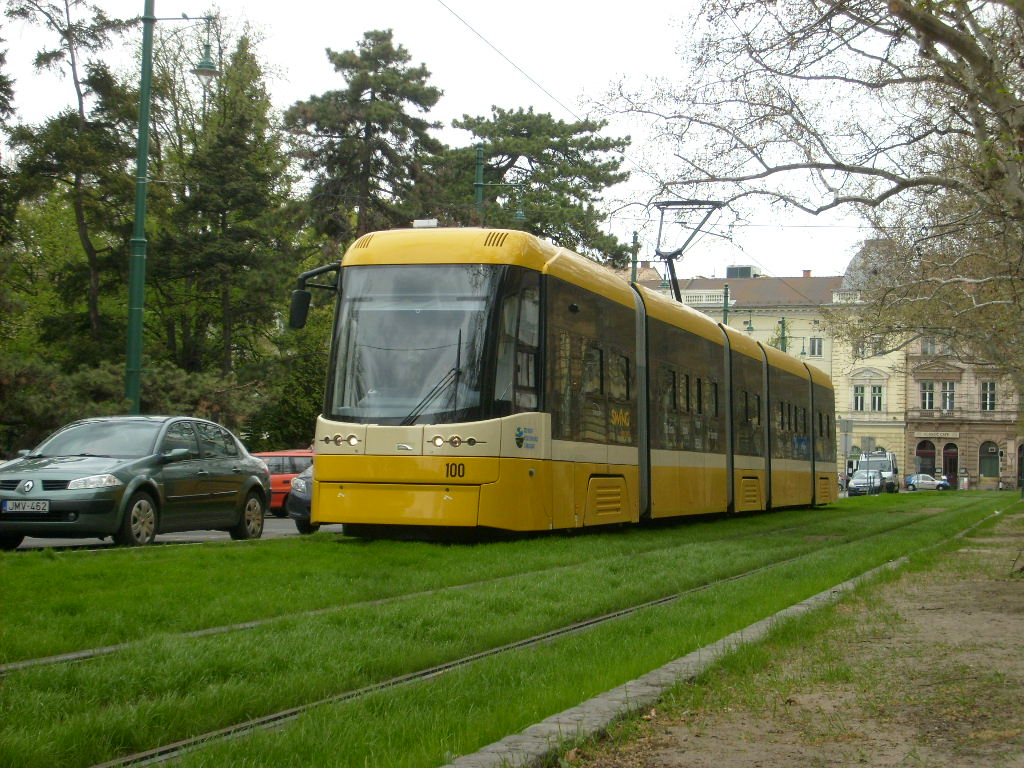
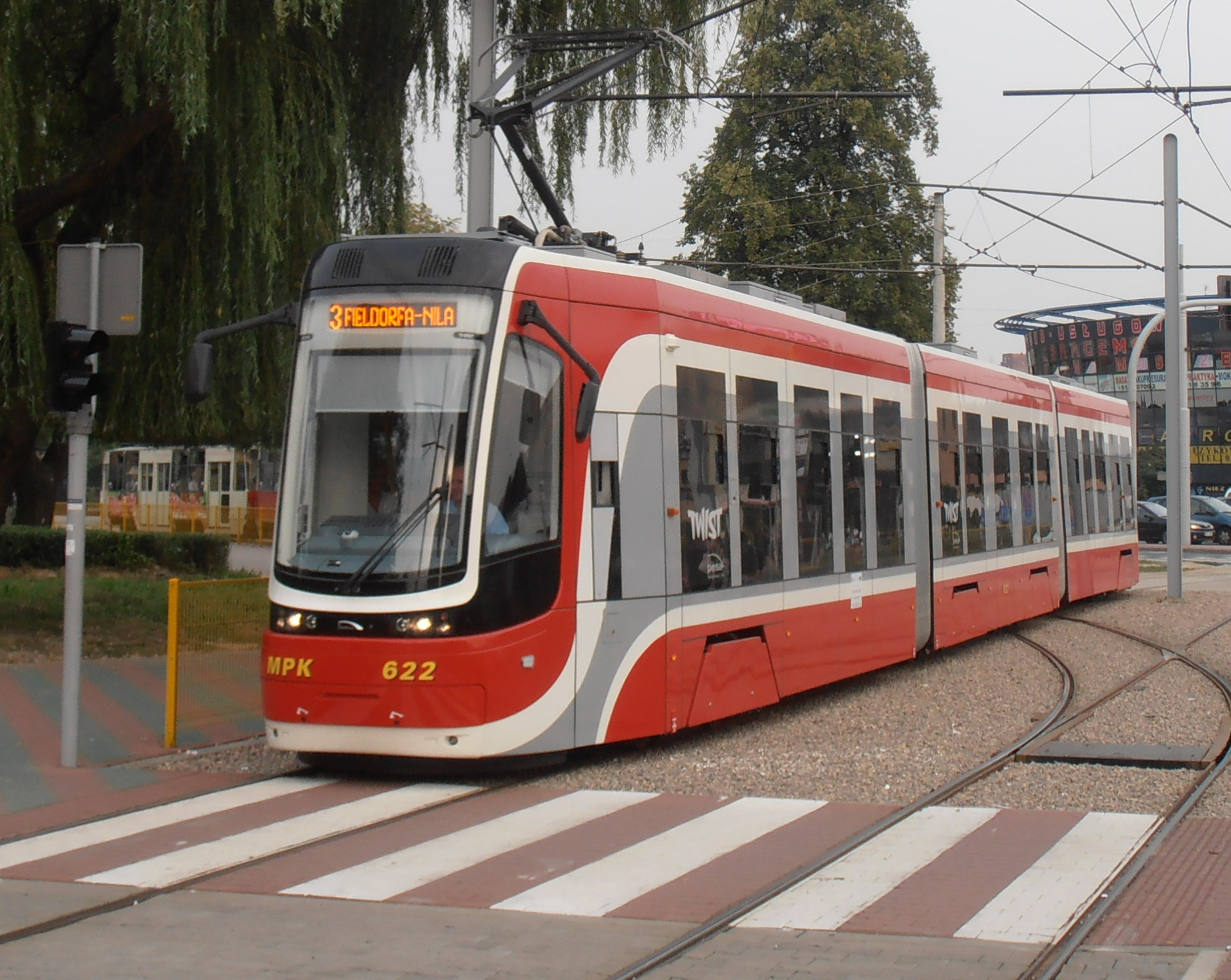